# NE 81
De NE 81, ook wel Nichtbundeseigenen Eisenbahnen genoemd, is een dieseltreinstel voor het regionaal personenvervoer.

## Geschiedenis
De trein werd tussen 1979 en 1980 door een samenwerking tussen Orenstein & Koppel en Waggon-Union als een vierassige motorwagen geschikt voor eenmansbediening. Deze motorwagen was ook geschikt om een of meer personenwagens of goederenwagens mee te kunnen nemen. Ook werden er bijwagens en wagens met stuurstand gebouwd.

## Afgeleverd
Dit type trein wordt/werd gebruikt door de onderstaande bedrijven:
| Serie | Afbeelding | Vervoerder      | In dienst gesteld | Aantal                           | Aantal rijtuigen | Aandrijving      |
| ----- | ---------- | --------------- | ----------------- | -------------------------------- | ---------------- | ---------------- |
| NE 81 |            | AVG             | 1981              | 2 x VT                           | 1                | dieselmechanisch |
| NE 81 |            | BOB             | 1993, 1994        | 3 x VT                           | 1                | dieselmechanisch |
| NE 81 |            | HzL             | 1993, 1994        | 3 x VT + 1 x VS, 3 x VT (ex BOB) | 1                | dieselmechanisch |
| NE 81 |            | KVG             | 1981, 1985        | 2 x VT en 2 x VS                 | 1                | dieselmechanisch |
| NE 81 |            | NOB ex WEG      | 1981              | 1 x VT                           | 1                | dieselmechanisch |
| NE 81 |            | RAG             | 1981. 1985        | 2 x VT en 2 x VS                 | 1                | dieselmechanisch |
| NE 81 |            | SWEG            | 1981              | 8 x VT en 9 x VS/VB              | 1                | dieselmechanisch |
| NE 81 |            | WestFrankenBahn | 1981, 1985        | 2 x VT en 2 x VS                 | 1                | dieselmechanisch |
| NE 81 |            | Wieslauftalbahn | 1994              | 1 + 2 x VT en 2 x VS             | 1                | dieselmechanisch |
| NE 81 |            | WEG             | 1981              | 7 x VT en 3 x VS                 | 1                | dieselmechanisch |